# Sunfoil Series 2013/14
Die Sunfoil Series 2014/15 war die 85. Saison des vormals als Currie Cup bekannten nationalen First-Class-Cricket-Wettbewerbes in Südafrika und wurde vom 21. November 2013 bis zum 3. April 2014 ausgetragen. Gewinner waren die Cape Cobras, die somit ihren vierten First-Class Titel gewannen.

## Format
Die Mannschaften spielten in einer Division gegen jede andere jeweils zwei Spiele. Für einen Sieg erhielt ein Team zunächst 10 Punkte, für ein Unentschieden (beide Mannschaften erzielen die gleiche Anzahl an Runs) 6 Punkte. Sollte kein Ergebnis erreicht werden und das Spiel in einem Remis enden, bekommen beide Mannschaften 0 Punkte, wenn das Spiel abgesagt wird, 5 Punkte. Zusätzlich besteht die Möglichkeit, in den ersten 100 Over des ersten Innings Bonuspunkte zu sammeln. Dabei werden für die ersten 150 Runs ein Punkt und für jeden weiteren Run 0,02 Punkte vergeben, jeweils 1 Bowling Bonus Punkte gibt es für das Erreichen des 3, 5, 7, 9 Wickets. Im Falle einer Reduktion der Spieldauer auf einen Tag werden keine Bonuspunkte vergeben. Des Weiteren ist es möglich, dass Mannschaften Punkte abgezogen bekommen, wenn sie beispielsweise zu langsam spielen oder der Platz nicht ordnungsgemäß hergerichtet ist. Am Ende der Saison ist der Sieger der Division der Gewinner der Meisterschaft.

## Resultate

### Tabelle
Die Tabelle der Saison nahm Ende die nachfolgende Gestalt an. Alle Punktabzüge erfolgten auf Grund von zu langsamer Spielweise.
| Teams          | Sp. | S | N | U | R | A | Bat   | Bwl | Ded | Punkte |
| -------------- | --- | - | - | - | - | - | ----- | --- | --- | ------ |
| Cape Cobras    | 10  | 6 | 2 | 0 | 2 | 0 | 45.88 | 32  | 0   | 137.88 |
| Knights        | 10  | 4 | 2 | 0 | 4 | 0 | 34.44 | 30  | 0   | 104.44 |
| Dolphins       | 10  | 3 | 2 | 0 | 3 | 2 | 31.70 | 25  | 0   | 96.7   |
| Titans         | 10  | 3 | 4 | 0 | 1 | 2 | 26.82 | 24  | 0   | 90.82  |
| Warriors       | 10  | 2 | 4 | 0 | 4 | 0 | 34.72 | 28  | 3   | 79.72  |
| Highveld Lions | 10  | 2 | 6 | 0 | 2 | 0 | 23.64 | 36  | 0   | 79.64  |

Sieg: 10 Punkte; Remis: 0 Punkte

### Spiele
| 21. – 23. November Scorecard | Pietermaritzburg | Dolphins 88 (47.4) & 212 (59)                     | – | Cape Cobras 398 (115.3) |
|                              |                  | Cape Cobras gewinnt mit einem Innings und 98 Runs |   |                         |

| 21. – 24. November Scorecard | Centurion | Highveld Lions 419 (121.1) & 219 (66.3) | – | Titans 319 (79.4) & 114 (38.3) |
|                              |           | Lions gewinnt mit 205 Runs              |   |                                |

| 21. – 24. November Scorecard | East London | Warriors 324 (103.2) & 284 (106.5) | – | Knights 398 (137.1) |
|                              |             | Remis                              |   |                     |

| 28. November – 1. Dezember Scorecard | Pietermaritzburg | Dolphins 366-6d (102) | – | Knights |
|                                      |                  | Remis                 |   |         |

| 28. November – 1. Dezember Scorecard | Potchefstroom | Highveld Lions 400-3d (100.2) & 365-4d (81) | – | Warriors 406 (89) & 122-3 (31.2) |
|                                      |               | Remis                                       |   |                                  |

| 28. November – 1. Dezember Scorecard | Benoni | Titans 491-7d (109.3) | – | Cape Cobras 410-7 (100) |
|                                      |        | Remis                 |   |                         |

| 5. – 7. Dezember Scorecard | Kimberley | Highveld Lions 204 (78.4) & 72 (30.5) | – | Knights 262 (86.1) & 15-0 (2.5) |
|                            |           | Knights gewinnt mit 10 Wickets        |   |                                 |

| 5. – 8. Dezember Scorecard | Port Elizabeth | Cape Cobras 526-4d (138.5) & 82-4 (24) | – | Warriors 504-8d (144) |
|                            |                | Remis                                  |   |                       |

| 11. – 14. Dezember Scorecard | Durban | Dolphins        | – | Titans |
|                              |        | Match abandoned |   |        |

| 19. – 22. Dezember Scorecard | Kapstadt | Cape Cobras 315 (113) & 209 (77.4) | – | Knights 355 (141.3) & 171-8 (45.3) |
|                              |          | Knights gewinnt mit 2 Wickets      |   |                                    |

| 19. – 22. Dezember Scorecard | Potchefstroom | Dolphins 341 (86) & 373-6d (90) | – | Highveld Lions 214 (72.1) & 102 (34.3) |
|                              |               | Dolphins gewinnt mit 398 Runs   |   |                                        |

| 19. – 22. Dezember Scorecard | Port Elizabeth | Warriors 502-5d (126.5) & 183-7d (42.1) | – | Titans 246 (82.5) & 214 (53.1) |
|                              |                | Warriors gewinnt mit 225 Runs           |   |                                |

| 13. – 15. Februar Scorecard | Kapstadt | Cape Cobras 255 (78.4) & 101 (29.5) | – | Highveld Lions 119 (54.2) & 190 (72) |
|                             |          | Cape Cobras gewinnt mit 47 Runs     |   |                                      |

| 13. – 16. Februar Scorecard | Durban | Warriors 173 (74.2) & 208 (83)                 | – | Dolphins 426 (139.2) |
|                             |        | Dolphins gewinnt mit einem Innings und 45 Runs |   |                      |

| 13. – 16. Februar Scorecard | Kimberley | Knights 290 (96) & 166 (66.3) | – | Titans 301 (103.3) & 156-3 (46) |
|                             |           | Titans gewinnt mit 7 Wickets  |   |                                 |

| 20. – 22. Februar Scorecard | Johannesburg | Titans 147 (54.2) & 110 (48.2) | – | Highveld Lions 212 (78.2) & 47-2 (9.5) |
|                             |              | Lions gewinnt mit 8 Wickets    |   |                                        |

| 20. – 23. Februar Scorecard | Paarl | Cape Cobras 304 (96.2) & 280 (88.2) | – | Dolphins 332 (104.2) & 84 (25.4) |
|                             |       | Cape Cobras gewinnt mit 168 Runs    |   |                                  |

| 20. – 23. Februar Scorecard | Bloemfontein | Warriors 274 (100.2) & 197 (62.3) | – | Knights 401 (99.3) & 73-0 (18.3) |
|                             |              | Knights gewinnt mit 10 Wickets    |   |                                  |

| 6. – 9. März Scorecard | Paarl | Cape Cobras 429 (114.2) & 212-2d (56.4) | – | Titans 198 (87) & 232 (83.2) |
|                        |       | Cape Cobras gewinnt mit 211 Runs        |   |                              |

| 6. – 9. März Scorecard | Johannesburg | Knights 329-6d (99.2) | – | Highveld Lions 121 (52.2) & 54-3 (27.3) (f/o) |
|                        |              | Remis                 |   |                                               |

| 6. – 9. März Scorecard | East London | Dolphins 339 (94.3) & 257-8d (72) | – | Warriors 240 (78.4) & 70-3 (23) |
|                        |             | Remis                             |   |                                 |

| 13. – 16. März Scorecard | Benoni | Titans          | – | Dolphins |
|                          |        | Match abandoned |   |          |

| 13. – 16. März Scorecard | Kimberley | Cape Cobras 247 (85.3) & 92 (38.2) | – | Knights 230 (113.3) & 110-5 (32.3) |
|                          |           | Knights gewinnt mit 5 Wickets      |   |                                    |

| 13. – 16. März Scorecard | Port Elizabeth | Warriors 284 (93) & 349-9d (104) | – | Highveld Lions 166 (54.3) & 293 (93.3) |
|                          |                | Warriors gewinnt mit 174 Runs    |   |                                        |

| 27. – 30. März Scorecard | Durban | Dolphins 329-7d (91) & 226 (59) | – | Highveld Lions 232-5d (69.1) & 85 (32.2) |
|                          |        | Dolphins gewinnt mit 238 Runs   |   |                                          |

| 27. – 30. März Scorecard | Kapstadt | Cape Cobras 378 (102.2) & 253-7d (74) | – | Warriors 158 (61.2) & 289 (106) |
|                          |          | Cape Cobras gewinnt mit 184 Runs      |   |                                 |

| 27. – 30. März Scorecard | Centurion | Titans 366 (116.3) & 286-7d (77) | – | Knights 218 (52.5) & 402 (95) |
|                          |           | Titans gewinnt mit 32 Runs       |   |                               |

| 3. – 6. April Scorecard | Bloemfontein | Dolphins 564-7d (161.2) & 200-4d (32) | – | Knights 446 (121) & 116-2 (31.1) |
|                         |              | Remis                                 |   |                                  |

| 3. – 6. April Scorecard | Johannesburg | Cape Cobras 544 (140.1)                            | – | Highveld Lions 201 (88) & 178 (81) (f/o) |
|                         |              | Cape Cobras gewinnt mit einem Innings und 165 Runs |   |                                          |

| 3. – 6. April Scorecard | Centurion | Titans 353 (117) & 275-6d (74.2) | – | Warriors 234 (64) & 307 (76.1) |
|                         |           | Titans gewinnt mit 87 Runs       |   |                                |